# Djela apostolska
Djela apostolska pripadaju u Povijesne knjige Novoga zavjeta. Napisao ih je sv. Luka. Opisuju širenje kršćanstva i prve kršćane.

## Sadržaj
Djela apostolska mogu se smatrati nastavkom Evanđelja po Luki. Pisac prikazuje kako se širila vijest o Isusu Kristu i njegovu spasiteljskom djelu i kako nastaju kršćanske zajednice po tada poznatom svijetu. Vjesnici Kristova Evanđelja su osobito apostoli, koje pokreće i ispunja snagom Duh Sveti. 
Način pisanja sv. Luke, vrlo je njegovan i otmjen.

### Poglavlja
- Proslov
- I. Crkva u Jeruzalemu
- II. Prve misije
- III. Barnabino i Savlovo prvo misijsko putovanje, Sabor u Jeruzalemu
- IV. Pavlovo drugo misijsko putovanje, Evanđelje u Europi
- V. Pavlovo treće misijsko putovanje, Završetak poslanja
- VI. Pavao- sužanj u Kristu, Evanđelje u Rimu

## Vanjske poveznice

### Sestrinski projekti
|  | Zajednički poslužitelj ima još gradiva o temi Djela apostolska |

### Mrežna mjesta
- LZMK / Hrvatska enciklopedija: Djela apostolska
- LZMK / Proleksis enciklopedija: Djela apostolska
- Bible.org – Djela apostolska: Uvod, teza i kratak pregled